# Haplogruppe
En haplogruppe (fra græsk: ἁπλούς, haploûs, "enkel eller simpel") er en kombination af alleler på forskellige kromosomområder, som er tæt forbundne og har tendens til at blive nedarvet sammen. Det er en gruppe af individuelle organismer, som indenfor molekylær evolution, deler en fælles afstamning – en genetisk linje af afstamning dokumenteret med bestemte enkeltnukleotidpolymorfi (SNP) mutationer. Eftersom at haplogrupper består af lignende haplotyper, så er det typisk muligt at forudsige et tilhørsforhold til en haplogruppe ud fra haplotyper.
Haplogrupper vedrører en enkelt slægtslinje, som typisk kan dateres tusinde af år tilbage i tiden. Et sådant tilhørsforhold til en haplogruppe består for alle individer af en relativt lille mængde arvemasse i de enkelte individer.
Hver haplogruppe stammer fra og forbliver en del af en foregående enkelt haplogruppe (eller paragruppe). Det betyder, at hver relateret gruppe af haplogrupper kan modelleres præcist hierarkisk.
Haplogrupper identificeres normalt af begyndelsesbogstaver fra alfabetet og detailforbedringer består af tillæg af tal- og bogstavkombinationer (eksempelvis A → A1 → A1a).
Indenfor humangenetik er de mest studerede haplogrupper Y-kromosom (Y-DNA) haplogrupper og mitokondrie DNA (mtDNA) haplogrupper, som begge kan benyttes til at definere genetiske populationer. Y-DNA nedarves udelukkende fra far til søn, hvor mtDNA nedarves fra mor til børn af begge køn. Ingen rekombination og således er Y-DNA og mtDNA forandringer udelukkende defineret ud fra mutationer og ikke sammenblanding af forældrenes arvemasse.

### Generelle
- World Families Network Arkiveret 10. juni 2016 hos  Wayback Machine
- The Genographic Project

### Alle DNA-haplogrupper
Y-Chromosome - *http://www.scs.uiuc.edu/~mcdonald/WorldHaplogroupsMaps.pdf

### Y-kromosom DNA-haplogrupper
- Y Chromosome Consortium Arkiveret 16. januar 2017 hos  Wayback Machine
- ISOGG Y-DNA Haplogroup Tree
- PhyloTree's Y-tree A minimal reference phylogeny for the human Y-chromosome
- DNA Heritage's Y-haplogroup map Arkiveret 18. februar 2006 hos  Wayback Machine
- Haplogroup Predictor
- The Y Chromosome Consortium (2002), A Nomenclature System for the Tree of Human Y-Chromosomal Binary Haplogroups, Genome Research, Vol. 12(2), 339-348, February 2002. (Detailed hierarchical chart has conversions from previous naming schemes)
- Semino et al. (2000), The Genetic Legacy of Paleolithic Homo sapiens sapiens in Extant Europeans, Science, Vol 290 (paper which introduced the "Eu" haplogroups).
- Y-DNA Ethnographic and Genographic Atlas and Open-Source Data Compilation

### Mitokondrie-DNA haplogrupper
- PhyloTree - The phylogenetic tree of global human mitochondrial DNA variation
- PhyloD3 - D3.js-based phylogenetic tree based on PhyloTree Arkiveret 29. oktober 2020 hos  Wayback Machine
- MitoTool - a web server for the analysis and retrieval of human mitochondrial DNA sequence variations Arkiveret 19. juni 2016 hos  Wayback Machine
- HaploGrep - automatic classification of mitochondrial DNA haplogroups based on PhyloTree
- HaploFind - fast automatic haplogroup assignment pipeline for human mitochondrial DNA Arkiveret 11. juni 2016 hos  Wayback Machine
- graphical mtDNA haplogroup skeleton
- The Making of the African mtDNA Landscape Arkiveret 4. maj 2008 hos  Wayback Machine
- Do the Four Clades of the mtDNA Haplogroup L2 Evolve at Different Rates? Arkiveret 4. maj 2008 hos  Wayback Machine

### Software
- Y-DNA Haplogroup Browser Arkiveret 31. december 2012 hos  hos Archive.is